# UFC 46
UFC 46: Supernatural foi um evento de artes marciais mistas promovido pelo Ultimate Fighting Championship, ocorrido em 31 de janeiro de 2004 no Mandalay Bay Events Center em Paradise, Nevada.
Randy Couture defendeu seu cinturão contra Vitor Belfort nesse evento.
Também nesse evento Matt Hughes defendeu seu cinturão contra B.J. Penn.

## Resultados
Nota 1 Pelo Cinturão Meio-Pesado do UFC.

Nota 2 Pelo Cinturão Meio-Médio do UFC.